# ۸۴۴ (قمری)
۸۴۴ (قمری)، هشتصد و چهل و چهارمین سال در گاهشماری هجری قمری است. اول محرم این سال برابر با یازدهم ژوئن سال ۱۴۴۰ میلادی است.